# Labouheyre
Labouheyre es una comuna francesa situada en el departamento de Landas, de la región de Nueva Aquitania.

## Historia
En 1863 esta comuna cedió terrenos para la creación de la comuna de Solférino.

## Demografía
| Gráfica de evolución demográfica de Labouheyre entre 1800 y 2022 |
|                                                                  |

Los datos demográficos contemplados en este gráfico se han cogido de la página francesa EHESS/Cassini.